# McClure Morris
McClure „Red Mack“ Morris (* 18. Januar 1912 in Memphis (Tennessee); † 14. Juni 1993 in Los Angeles) war ein US-amerikanischer Jazztrompeter (auch Vibraphon, Piano, Orgel, Schlagzeug, Gesang) und Bandleader.

## Leben
McClure Morris’ Familie zog in der Zeit vor dem Ersten Weltkrieg in den Westen der USA. Während der Schulzeit lernte er Trompete und spielte als Jugendlicher in Territory Bands. Um 1930 begegnete er seinem Idol Louis Armstrong im Cotton Club in Culver City, mit dem 1931 in Los Angeles Aufnahmen entstanden (The Peanut Vendor). In den folgenden Jahren spielte Morris in afroamerikanischen Orchestern an der Westküste, u. a. bei Sonny Clay, Charlie Echols, Lorenzo Flennoy und Lionel Hampton. Am Ende des Jahrzehnts gründete er eine eigene Band, mit der er in den Clubs der Central Avenue von Los Angeles spielte. 1941 hatte er einen Auftritt in dem Fred-Astaire-Film You’ll Never Get Rich, spielte kurze Zeit in der Band von Lee und Lester Young und anschließend bei Barney Bigard's All Stars, einer Swingband, der auch der junge Charles Mingus und der Veteran Kid Ory angehörten; kurz vor Kriegsausbruch tourte er mit Will Osborne.
In der Nachkriegszeit entstanden Aufnahmen unter eigenem Namen für das Label Gold Seal; ferner mit dem Sänger Smokey Joe Whitfield. 1946 war er Trompeter bei Jimmy Mundy; 1955 trat er als Mitglied von Kid Orys Creole Jazz Band in der Filmbiografie The Benny Goodman Story auf. In den nächsten Jahren arbeitete er weiter mit eigenen Formationen in lokalen Clubs. Neben Trompete und Gesang spielte er nun auch Vibraphon und Orgel. 1963 tourte er durch die Schweiz und Frankreich. In späteren Jahren betätigte er sich als Grundstücksmakler; daneben trat er noch mit Nellie Lutcher auf und war regelmäßiger Gast bei Jamsessions in Los Angeles. Im Bereich des Jazz war er 1945 und 1946 an fünf Aufnahmesessions beteiligt, nachdem er bereits 1942 mit der Lee & Lester Young Band aufnahm.